# Adolf Strewe
Adolf Strewe (* 22. Juni 1891 in Magdeburg; † 1. September 1963 in Egeln) war ein deutscher evangelischer Theologe.

## Leben
Während seiner Zeit als Klosterschüler verbrachte Strewe viel Zeit im Hause des Salbker Pfarrers an der Sankt-Gertraud-Kirche August Donndorf, der gleichaltrige Söhne hatte.
Strewe studierte Theologie und Rechtswissenschaften in Marburg, Jena und Halle (Saale). Während des Ersten Weltkrieges leistete er von 1914 bis 1918 Kriegsdienst und wurde 1918 Volontär bei der Stadtbibliothek Magdeburg. 1919 erlangte er in Jena den wissenschaftlichen Titel Lic theol. Ab 1919 war er Vorsitzender des Bundes Protestantischer Freunde, der sich 1922 dem Bund für Gegenwartschristentum anschloss.  Nach einer anderen Angabe war er Generalsekretär des Deutschen Protestantenvereins.
1919 wurde er Pfarrverweser und ab 1922 Pfarrer in Keutschen. Im Jahr 1924 übernahm er die Pfarrstelle in Unterwerschen. Am 29. Juni 1926 wurde er als Pfarrer an der ihm aus Kindheitstagen gut bekannten Sankt-Gertraud-Kirche im inzwischen nach Magdeburg eingemeindeten Salbke eingeführt. 1931 gab er Die Canonessammlung des Dionysius Exiguus in der ersten Redaktion heraus. Anfang Mai 1931 hielt er den Trauergottesdienst für die Opfer der Explosionskatastrophe bei Fahlberg-List vom 28. April 1931.
1935 ging er, zum Bedauern der Salbker Gemeinde, als Pfarrer nach Egeln, wo er 1945 auch Bürgermeister wurde und dann als parteiloser Stadtrat tätig war. 1960 trat er in den Ruhestand.

## Werke
- Liturgie als Handeln und Schauen, Verlag von Arwed Strauch in Leipzig
- als Herausgeber: Die Canonessammlung des Dionysius Exiguus in der ersten Redaktion, Walter de Gruyter & Co. Berlin Leipzig 1931